# Kernkraftwerk Fuqing
Das Kernkraftwerk Fuqing (chinesisch 福清核電站, Pinyin Fúqīng Hédiànzhàn) ist ein Kernkraftwerk in der kreisfreien Stadt Fuqing, bezirksfreie Stadt Fuzhou, Provinz Fujian, Volksrepublik China, das an der Taiwanstraße am Ostchinesischen Meer liegt. Mit Stand August 2023 sind sechs Reaktorblöcke mit einer installierten Leistung von zusammen 6656 MW in Betrieb.
Das Kraftwerk wurde in zwei Bauphasen errichtet.

## Phase 1
In der Phase 1 wurden vier Reaktorblöcke mit jeweils einem Druckwasserreaktor (DWR) des Typs CNP-1000 errichtet.

### Block 1
Der Block 1 verfügt über einen DWR vom Typ CNP-1000 mit einer Netto- bzw. Bruttoleistung von 1000 bzw. 1089 MWe; seine thermische Leistung liegt bei 2905 MWt.
Mit dem Bau von Block 1 wurde am 21. November 2008 begonnen. Am 24. Juli 2014 erreichte der Reaktor erstmals die Kritikalität. Er wurde am 20. August 2014 mit dem Stromnetz verbunden und nahm am 22. November 2014 den kommerziellen Betrieb auf. Der Block 1 hat von 2014 bis Ende 2022 insgesamt 59,20 TWh Strom erzeugt; im Jahr 2020 erzielte er mit 8706 Betriebsstunden und einer Produktion von 8222,85 GWh sein bestes Ergebnis.

### Block 2
Der Block 2 verfügt über einen DWR vom Typ CNP-1000 mit einer Netto- bzw. Bruttoleistung von 1000 bzw. 1089 MWe; seine thermische Leistung liegt bei 2905 MWt.
Mit dem Bau von Block 2 wurde am 17. Juni 2009 begonnen. Am 22. Juli 2015 erreichte der Reaktor erstmals die Kritikalität. Er wurde am 6. August 2015 mit dem Stromnetz verbunden und nahm am 16. Oktober 2015 den kommerziellen Betrieb auf. Der Block 2 hat von 2015 bis Ende 2022 insgesamt 54,05 TWh Strom erzeugt; im Jahr 2022 erzielte er mit 8610 Betriebsstunden und einer Produktion von 8194,52 GWh sein bestes Ergebnis.

### Block 3
Der Block 3 verfügt über einen DWR vom Typ CNP-1000 mit einer Netto- bzw. Bruttoleistung von 1000 bzw. 1089 MWe; seine thermische Leistung liegt bei 2905 MWt.
Mit dem Bau von Block 3 wurde am 31. Dezember 2010 begonnen. Am 3. Juli 2016 erreichte der Reaktor erstmals die Kritikalität. Er wurde am 7. September 2016 mit dem Stromnetz verbunden und nahm am 24. Oktober 2016 den kommerziellen Betrieb auf. Der Block 3 hat von 2016 bis Ende 2022 insgesamt 43,14 TWh Strom erzeugt; im Jahr 2022 erzielte er mit 8369 Betriebsstunden und einer Produktion von 8011,27 GWh sein bestes Ergebnis.

### Block 4
Der Block 4 verfügt über einen DWR vom Typ CNP-1000 mit einer Netto- bzw. Bruttoleistung von 1000 bzw. 1089 MWe; seine thermische Leistung liegt bei 2905 MWt.
Nach der Nuklearkatastrophe von Fukushima im März 2011 wurde die Arbeit an allen Kernkraftwerksprojekten in China zunächst unterbrochen; dies betraf auch den Block 4. Im Oktober 2012 gab Wen Jiabao bekannt, dass die Kernkraftwerksprojekte fortgesetzt würden. Mit dem Bau von Block 4 wurde am 17. November 2012 begonnen. Am 16. Juli 2017 erreichte der Reaktor erstmals die Kritikalität. Er wurde am 29. Juli 2017 mit dem Stromnetz verbunden und nahm am 17. September 2017 den kommerziellen Betrieb auf. Der Block 4 hat von 2017 bis Ende 2022 insgesamt 38,51 TWh Strom erzeugt; im Jahr 2021 erzielte er mit 8407 Betriebsstunden und einer Produktion von 8297,78 GWh sein bestes Ergebnis.

## Phase 2
In der Phase 2 wurden zwei Reaktorblöcke mit jeweils einem DWR des Typs HPR1000 errichtet.

### Block 5
Der Block 5 verfügt über einen DWR vom Typ HPR1000 mit einer Netto- bzw. Bruttoleistung von 1075 bzw. 1150 MWe; seine thermische Leistung liegt bei 3060 MWt.
Mit dem Bau von Block 5 wurde am 7. Mai 2015 begonnen. Am 21. Oktober 2020 erreichte der Reaktor erstmals die Kritikalität. Er wurde am 27. November 2020 mit dem Stromnetz verbunden und nahm am 30. Januar 2021 den kommerziellen Betrieb auf. Der Block 5 hat von 2020 bis Ende 2022 insgesamt 15,28 TWh Strom erzeugt; im Jahr 2021 erzielte er mit 7965 Betriebsstunden und einer Produktion von 8461,95 GWh sein bestes Ergebnis.

### Block 6
Der Block 6 verfügt über einen DWR vom Typ HPR1000 mit einer Netto- bzw. Bruttoleistung von 1075 bzw. 1150 MWe; seine thermische Leistung liegt bei 3060 MWt.
Mit dem Bau von Block 6 wurde am 22. Dezember 2015 begonnen. Am 11. Dezember 2021 erreichte der Reaktor erstmals die Kritikalität. Er wurde am 1. Januar 2022 mit dem Stromnetz verbunden und nahm am 25. März 2022 den kommerziellen Betrieb auf. Der Block 6 hat bis Ende 2022 insgesamt 6,65 TWh Strom erzeugt.

## Eigentümer
Die sechs Blöcke des Kernkraftwerks sind im Besitz der CNNC Fujian Fuqing Nuclear Power Co., LTD (FFNPC) und werden auch von FFNPC betrieben.

## Daten der Reaktorblöcke
Das Kernkraftwerk Fuqing hat sechs Blöcke (Quelle: IAEA, Stand: August 2023):
| Block | Reaktortyp | Modell   | Status     | Netto- leistung in MWe (Design) | Brutto- leistung in MWe | Therm. Leistung in MWt | Baubeginn  | Erste Kritikalität | Erste Netzsyn- chronisation | Kommer- zieller Betrieb | Abschal- tung | Einspeisung in TWh |
| ----- | ---------- | -------- | ---------- | ------------------------------- | ----------------------- | ---------------------- | ---------- | ------------------ | --------------------------- | ----------------------- | ------------- | ------------------ |
| 1     | PWR        | CNP-1000 | In Betrieb | 1000                            | 1089                    | 2905                   | 21.11.2008 | 24.07.2014         | 20.08.2014                  | 22.11.2014              | –             | 59,20              |
| 2     | PWR        | CNP-1000 | In Betrieb | 1000                            | 1089                    | 2905                   | 17.06.2009 | 22.07.2015         | 06.08.2015                  | 16.10.2015              | –             | 54,05              |
| 3     | PWR        | CNP-1000 | In Betrieb | 1000                            | 1089                    | 2905                   | 31.12.2010 | 03.07.2016         | 07.09.2016                  | 24.10.2016              | –             | 43,14              |
| 4     | PWR        | CNP-1000 | In Betrieb | 1000                            | 1089                    | 2905                   | 17.11.2012 | 16.07.2017         | 29.07.2017                  | 17.09.2017              | –             | 38,51              |
| 5     | PWR        | HPR1000  | In Betrieb | 1075                            | 1150                    | 3060                   | 07.05.2015 | 21.10.2020         | 27.11.2020                  | 30.01.2021              | –             | 15,28              |
| 6     | PWR        | HPR1000  | In Betrieb | 1075                            | 1150                    | 3060                   | 22.12.2015 | 11.12.2021         | 01.01.2022                  | 25.03.2022              | –             | 6,65               |